# Brünne
Als Brünnen (auch Brunnika, Panzerhemd und Haubert) werden verschiedene – teilweise nicht durch archäologische Artefakte belegbare – mittelalterliche Körperpanzerungen bezeichnet. Eine Sonderform der Brünne war die Helmbrünne, die besonders im Spätmittelalter den gefährdeten Kopf-, Hals- und Schulterbereich der Krieger schützen sollte.

## Forschungsgeschichte und Zeitabschnitte
Die waffenkundliche Forschung des 19. und frühen 20. Jahrhunderts verwandte den Begriff „Brünne“ als Sammelbezeichnung für verschiedene Abarten unterschiedlicher Rüstungsformen, die heute von den meisten Fachleuten auf das herkömmliche Ringpanzerhemd („Kettenhemd“) und verschiedene Abarten des Schuppenpanzers reduziert werden.

### Brünnendarstellungen in frühen Quellen

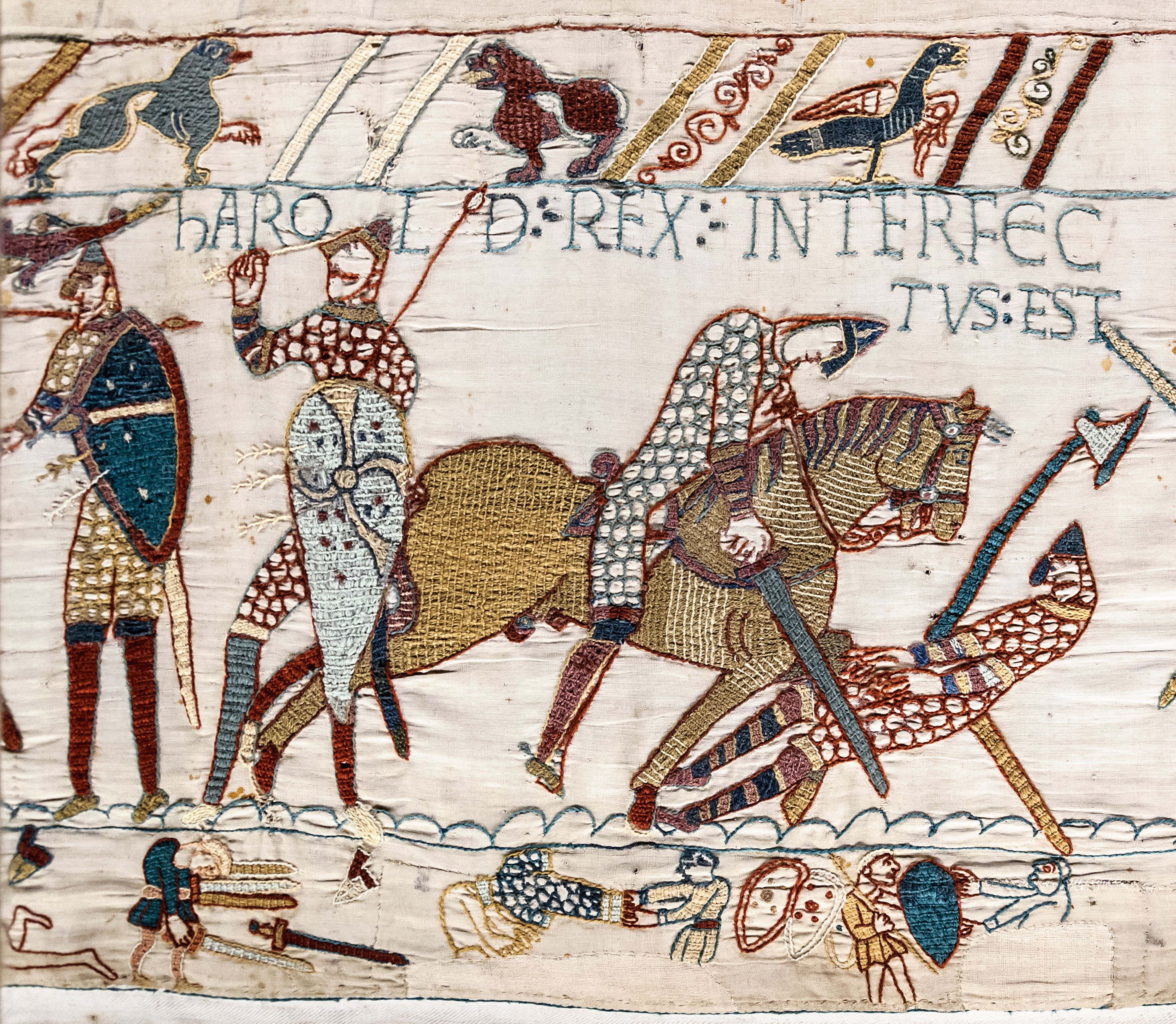
Stilisierte Darstellungen von Brünnen auf dem „Teppich von Bayeux“

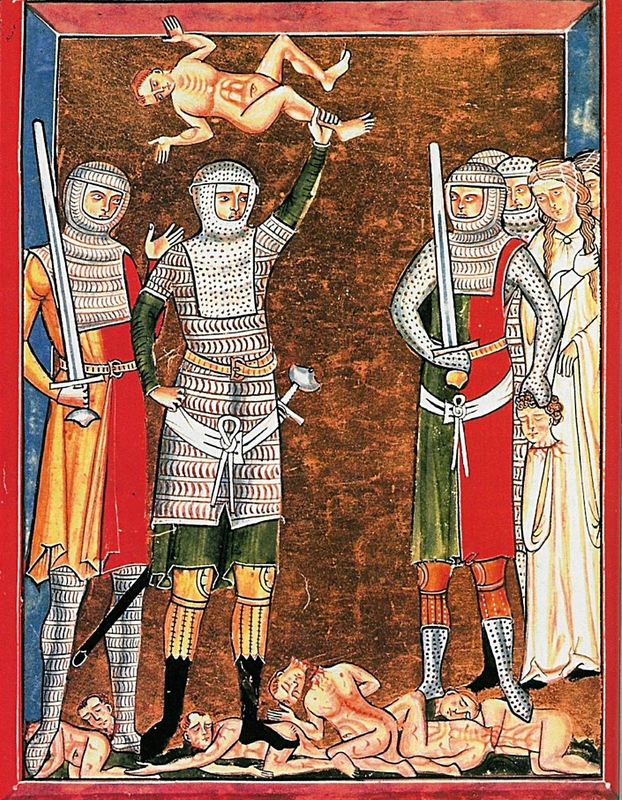
Ein Beispiel für die verwirrenden Methoden der Darstellung hochmittelalterlicher Körperpanzerungen: Die Brünne des Kriegsknechts beim „Kindermord von Bethlehem“ wurde als typische banded mail dargestellt, könnte aber auch ein stark stilisiertes Ringpanzerhemd sein. Die gepunkteten Rüstungsteile sind entweder als reguläre Ringpanzerhemden oder als Abarten des textilen Gambesons interpretierbar.

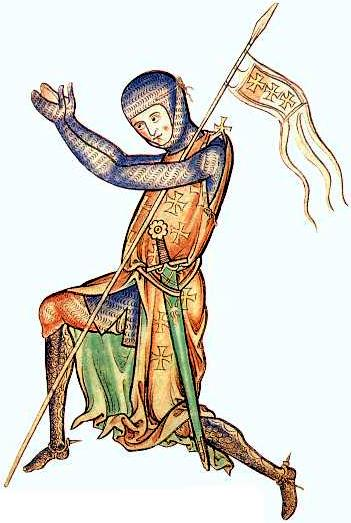
Der kniende Kreuzritter aus dem Westminster Psalter

Besonders im 13. und 14. Jahrhundert wurden verschiedene Methoden zur künstlerischen Abbildung mittelalterlicher Körperpanzerungen verwendet. Diese meist stilisierten Darstellungsarten sorgen bis in die Gegenwart für reichlich Verwirrung. In der Vergangenheit sah man die unterschiedlichen künstlerischen Umsetzungen als tatsächliche Wiedergaben verschiedener Abarten an. Diese Auffassung lässt sich aus heutiger Sicht bis auf einige Zweifelsfälle meist eindeutig widerlegen. Die zahlreichen Miniaturen, Zeichnungen und Skulpturen aus dem Hochmittelalter zeigen zweifelsfrei in der Regel herkömmliche Ringpanzerhemden oder Schuppenpanzer.
Neben den hochmittelalterlichen Miniaturen diente den damaligen Fachleuten besonders der berühmte „Teppich von Bayeux“ aus der zweiten Hälfte des 11. Jahrhunderts als Quelle ihrer Interpretationen. Die dargestellten Panzerungen werden von der modernen Forschung als herkömmliche Ringpanzerhemden gedeutet. Die ältere Waffenkunde „übersetzte“ die stark stilisierten Abbildungen des Bildteppichs „wörtlich“ und entwickelte so insbesondere die Vorstellung einer Panzerung aus aufgenähten Ringen. Eine voll funktionsfähige Brünne dieses Typs wurde etwa um 1900 von Karl Gimbel rekonstruiert. Dieser Laienforscher erschuf auch zwei Rekonstruktionen von „lederstreifigen Brünnen“ (engl. banded mail) nach mittelalterlichen Miniaturen.
Offen bleibt allerdings die Frage, ob die verwirrenden unterschiedlichen Darstellungsarten auf real existierende Sonderformen im Sinne der älteren Forschung zurückgehen. Besonders die Schöpfer der unzähligen Buchillustrationen benutzten offenbar Vorlagen aus Musterbüchern, die teilweise auch auf Vorbilder (Ikonen, Holzschnitte) aus dem orthodoxen Kulturkreis zurückzuführen sein könnten. Dort wurden bis in die frühe Neuzeit verschiedene Abarten und Sonderformen der Körperpanzerung verwendet, die sich eindeutig nachweisen lassen und in Originalstücken erhalten blieben. Es ist hier durchaus wahrscheinlich, dass solche Panzerungen als Handelsware oder Beutestücke etwa infolge der Kreuzzüge oder der Ostkolonisation nach West- und Zentraleuropa gelangt sein könnten. So trägt etwa auch der bekannte „kniende Kreuzritter“ aus dem Westminster Psalter des Matthäus Paris (um 1250) einen von byzantinischen bzw. nahöstlichen Rüstungsformen abgeleiteten Unterschenkelschutz. Die übrigen Rüstungsteile sind als reguläre Ringpanzerungen identifizierbar.
Die neuere Forschung begründet ihre ablehnende Haltung meist mit dem Fehlen entsprechender archäologischer Nachweise oder Originalstücke. Allerdings wäre die Erhaltung entsprechender Funde wegen der Vergänglichkeit der organischen Trägermaterialien rein zufällig. Die Forschung des 19. und frühen 20. Jahrhunderts ging auch deshalb von der Existenz zahlreicher Sonderformen der Brünne aus, da man annahm, die Technik des Drahtziehens sei erst im Laufe des 14. Jahrhunderts in Europa entwickelt worden. Bis dahin seien herkömmliche Ringpanzerhemden nur für sehr wohlhabende Krieger erschwinglich gewesen. Tatsächlich gibt es jedoch Hinweise, dass rationelle Methoden zur Herstellung eiserner Panzerringe bereits im frühen 11. Jahrhundert angewendet wurden.

### Brünnendarstellungen im Früh- und Hochmittelalter

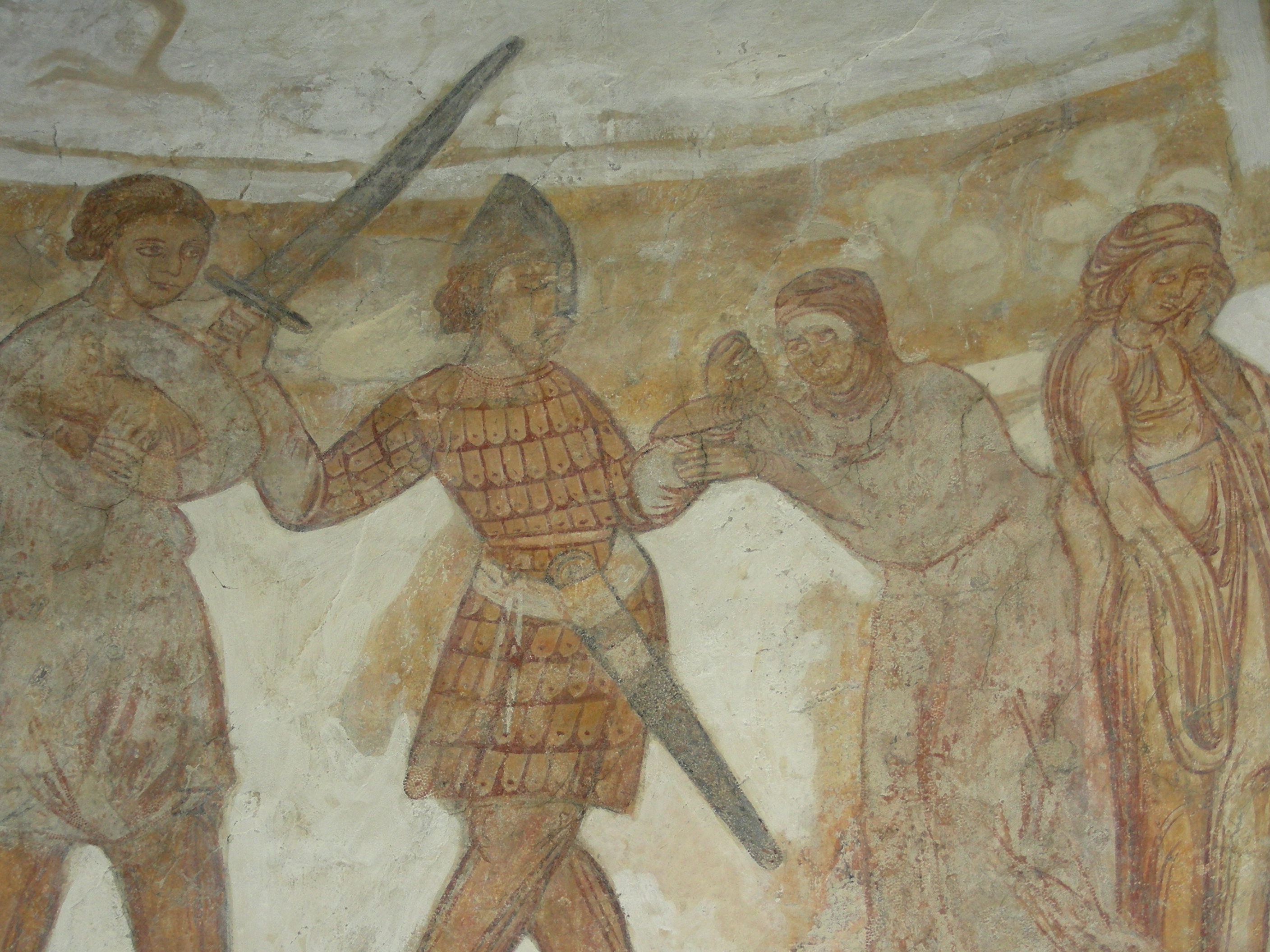
Schuppenpanzerhemd Kalk-Seccomalerei von 1180

Die Germanen Nord- und Mitteleuropas übernahmen die Ringbrünne wohl erst von den römischen Legionären und Auxiliartruppen. Sicherlich waren jedoch vorher bereits einzelne Exemplare keltischer Herkunft als Kriegsbeute oder Handelsware in den germanischen Kulturkreis gelangt. Die Kelten verwendeten den Ringpanzer bereits seit der späten La-Tène-Zeit.
Die bereits im Frühmittelalter belegbare Bezeichnung Serk, Sarwat scheint allerdings eher auf eine orientalische Herkunft des Maschenpanzers zu verweisen. Im Persischen bedeutet zirih Panzerhemd (siehe engl. shirt).
Vor dem 6. Jahrhundert n. Chr. erscheint das Panzerhemd in den Schriftquellen nur unter seiner lateinischen Bezeichnung lorica. In den Leges Visigothorum wird die Schutzwaffe dann auch als brunia oder zaba, zava benannt.
Auch im angelsächsischen Heldengedicht Beowulf belegen zahlreiche Erwähnungen (serk) der Ringbrünne die Verwendung dieser Rüstungsform im frühmittelalterlichen Nordeuropa.
Die frühen germanischen Ringbrünnen scheinen von unterschiedlicher Qualität gewesen zu sein. Besonders gotische Brünnen werden von den Chronisten als wenig widerstandsfähig beschrieben, während fränkische Panzerungen deutlich mehr Schutz geboten haben sollen.
Jacob Grimm leitete den Begriff „Brünne“ (althochdeutsch: prunia) von brinnan (brennen, leuchten) ab. Das Wort könnte also auf den funkelnden Glanz der Panzerringe eines noch relativ neuen Panzerhemdes zurückzuführen sein.
Gegenwärtig wird von der Fachwissenschaft die Herleitung vom keltischen bruin (Leib) bevorzugt. Einer noch weit verbreiteten Hypothese nach sollen erst die Wikinger die in Nord- und Mitteleuropa weitgehend vergessene Ringpanzerbrünne auf ihren Streifzügen nach Osteuropa „wiederentdeckt“ haben.
Neben der Ringbrünne, also dem Kettenhemd, wurden bis ins Spätmittelalter zahlreiche Abarten des Schuppenpanzers verwendet, die ebenfalls als Brünnen bezeichnet wurden. Die tatsächliche Verwendung all dieser Rüstungsformen lässt sich zwar durch zahllose bildliche Darstellungen, aber nur wenige, meist fragmentarische Originalfunde belegen. Von allen frühmittelalterlichen Ringpanzerhemden ist nur das Panzerhemd des hl. Wenzel im Prager Domschatz (um 900 n. Chr.) nahezu vollständig erhalten geblieben.
Ein stark korrodiertes und zusammengeklumptes Ringpanzerhemd des 11./12. Jahrhunderts konnte aus dem polnischen Lednicki-See (Ostrów Lednicki) geborgen werden.

### Die Brünnenforschung im 19. und frühen 20. Jahrhundert

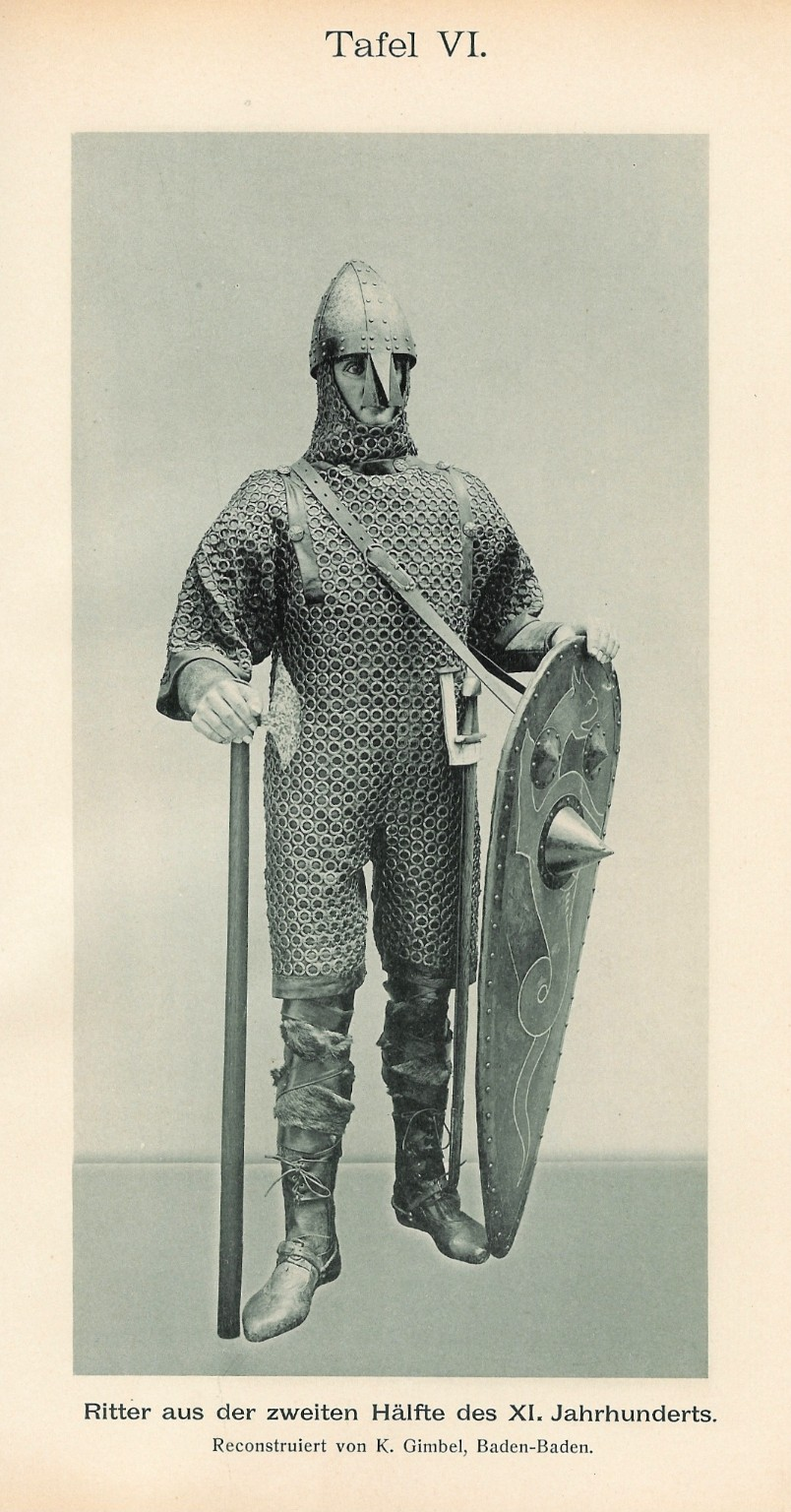
Theoretische Rekonstruktion einer normannischen beringten Brünne nach Interpretation von Darstellungen des Teppichs von Bayeux

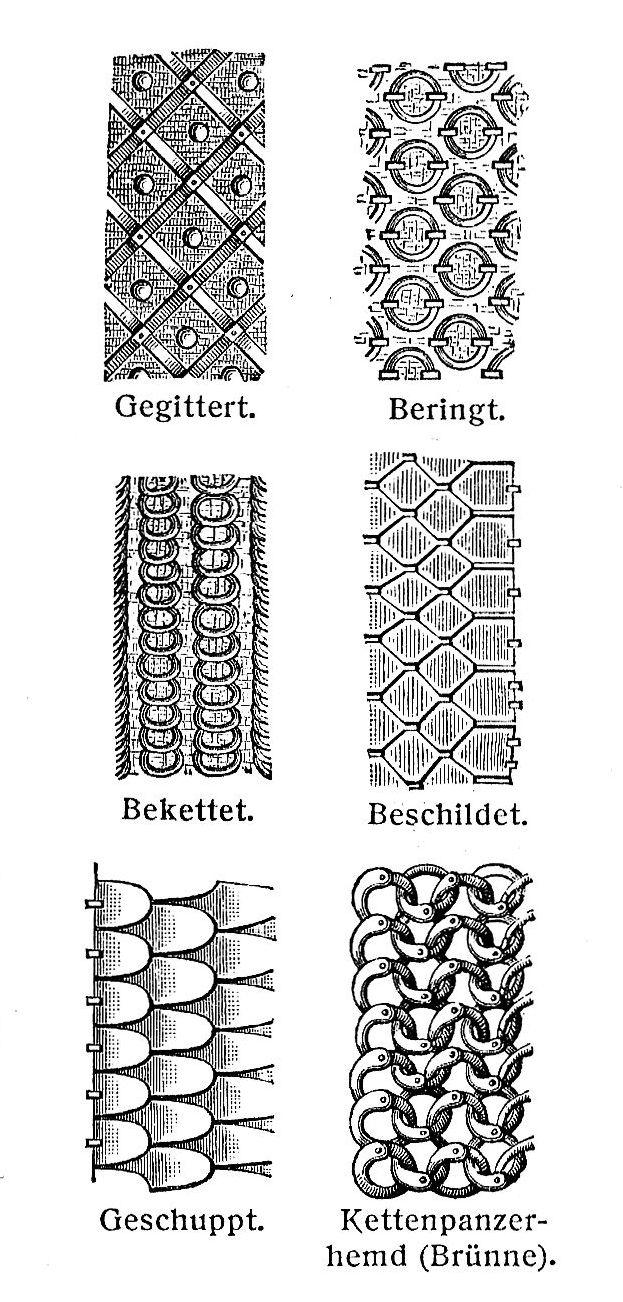
Sonderformen der mittelalterlichen Körperpanzerung aus der Sicht des 19. und frühen 20. Jahrhunderts (Meyers Großes Konversationslexikon, Bd. 17, 1909)

Nach der Ansicht der älteren Forschung war die Brünne eine aus gepolsterter Leinwand oder Leder gefertigte Panzerjacke, welche ab dem 7./8. Jahrhundert von deutschen und fränkischen Fußkämpfern und Rittern getragen wurde.
Seit dem Hochmittelalter habe man eiserne Ringe, Ketten, Metallplatten oder dicke, vernietete Nagelköpfe auf derbem Stoff, Leder, Filz oder Loden befestigt. Die so entstandene einfachen Panzerungen sollen bis ins Spätmittelalter besonders von weniger wohlhabenden Edelleuten und Kriegern verwendet worden sein. Aufwändige Sonderformen wären etwa aus Panzerringen oder Plättchen angefertigt gewesen, die auf Lederstreifen oder Schnüre aufgefädelt wurden (lederstreifige Ringbrünne, engl. banded mail).
Mangels erhaltener Originalexemplare und entsprechender archäologischer Fundstücke müssen die damals entwickelten Vorstellungen bislang spekulativ bleiben. Eindeutig nachweisbar und von der modernen Forschung anerkannt sind im abendländischen Kulturkreis bislang nur herkömmliche Ringpanzerhemden aus vernieteten oder verschweißten Eisenringen und zahlreiche Abarten von Schuppenpanzern.
Als Primärpanzerung des hochmittelalterlichen Ritters wird das vernietete Ringgeflecht angesehen, das über einem gepolsterten Untergewand (Gambeson oder Wams) getragen wurde. Ab dem 13. Jahrhundert verstärkte man den Körperschutz durch Plattenröcke, Panzerplatten und Schienen. Diese Entwicklung endete im Spätmittelalter im geschlossenen Plattenharnisch.
Die Brünne hatte zuerst die Form eines mit Ärmeln versehenen und bis zu den Knien reichenden Rocks oder Hemdes mit Kapuze. Im Spätmittelalter schützte die Brünne nur noch den gefährdeten Halsbereich des Kriegers und war direkt mit der Beckenhaube oder dem Helm verbunden (Helmbrünne). In Persien waren ähnliche Panzerkragen unter dem Namen Gariban bekannt.
Die Brünne wurde vom frühen Mittelalter bis zu dessen Ausgang benutzt, in der Tat wird sie in der latinisierten Form brunia bereits in den Kapitularien Karls des Großen erwähnt.

### Brünnen aus heutiger Sicht
Trotz der überwiegenden Ablehnung der beschriebenen Sonderformen der Brünne durch die moderne Fachwissenschaft sind die älteren Vorstellungen besonders in der populärwissenschaftlichen Literatur noch stark verbreitet.

Sogar im 2008 erschienenen Katalog zur Bayerischen Landesausstellung Adel in Bayern deutet der Autor des Beitrags über den spektakulären Fund eines zu 80 Prozent erhaltenen Plattenrocks im Areal des niederbayerischen Burgstalls Hirschstein die Panzerung in dieser Weise: 

„Da das technische Problem einer selbsttragenden flexiblen Verbindung der Komponenten eines Harnischs damals noch nicht gelöst war, dürften der Panzerkragen, die beiden Schulterstücke, die große Brustplatte und die drei Schoßreifen mit schmalen Abstandsfugen zur besseren Beweglichkeit auf einer Weste oder einer Jacke aus festem Stoff oder aus Leder befestigt gewesen sein. Möglicherweise waren diese Metallteile nicht blank sichtbar, sondern mit Stoff bezogen.“

Die großen kostümgeschichtlichen Tafelwerke des 19. und frühen 20. Jahrhunderts sind heute oft wieder als Nachdrucke erhältlich. Auch einige moderne populärwissenschaftliche Bilderwerke greifen die älteren Interpretationen wieder auf.
Von den neueren seriösen Fachautoren ging nur noch Francois Buttin von der tatsächlichen Existenz von Panzerungen in der Art des banded mail aus. Er glaubte, Hinweise auf diese Abart (besogne quasiguesnée) in französischen Schriftquellen gefunden zu haben. Allgemein folgt man heute der Meinung F.M. Kellys und Claude Blaires, die alle verschiedenen Sonderformen der Brünne und sonstigen mittelalterlichen Körperpanzerung für unwahrscheinlich ansahen.